# Gilmar Jorge dos Santos
Gilmar Jorge Alberto dos Santos (São Paulo, 23 aprile 1971) è un ex calciatore brasiliano, di ruolo difensore.

## Biografia
Gilmar è nato a São Paulo ed è cresciuto nel comune di Itapecerica da Serra. Come molti altri bambini brasiliani, fu protagonista di un'infanzia povera, in cui contribuiva al bilancio familiare raccogliendo cartone per le strade e facendo il venditore ambulante di prodotti di pulizia.
Uno dei suoi amici di infanzia fu Cafu. Insieme a lui mosse i primi passi nel mondo del calcio, facendo provini per trovare una squadra che li ingaggiasse.
Dall'età di 21 diventò un Atleta di Cristo.
È sposato con la cantante Aline Barros, ed è anche il suo manager. Di fede evangelica, è pastore in una Chiesa di Rio de Janeiro. Lavora anche come produttore discografico, specializzato nel genere gospel.
Insieme alla moglie, ha scritto il libro autobiografico "Muito mais que um sonho", in cui affronta temi legati all'amore, alla famiglia e alla religione.

## Carriera
Insieme all'amico Cafu, fece 13 provini in diverse squadre prima di entrare nel settore giovanile del San Paolo.
Arrivò in prima squadra nel 1990, con l'allenatore Telê Santana. Gilmar dichiarò che Santana fu come un padre per lui. 
Restò al San Paolo fino al 1995 collezionando molti successi nazionali e internazionali, tra cui spiccano due vittorie in Coppa Intercontinentale nel 1992 e nel 1993.
Tra il 1995 e il 1996 giocò al Cruzeiro, prima di lasciare il Brasile e trasferirsi in Spagna, ingaggiato dal Real Zaragoza.
Arrivato nel mercato invernale, esordì in Liga il 5 gennaio 1997 in una sconfitta per 1-0 contro la Real Sociedad de Fútbol. Nella prima stagione in Spagna collezionò 22 presenze e 25 nella seconda.
Nella stagione 1998-1999 trovò poco spazio e giocò solo due partite.
Nel 1999 passò al Rayo Vallecano, sempre in Primera División spagnola. Giocò solo due partite, allenato da Juande Ramos.  Esordì il 24 ottobre contro il Betis, entrando in campo al 66' al posto di Jordi Ferrón. Giocò la seconda e ultima partita con i madrileni il 5 dicembre 1999, contro il Deportivo de La Coruña, venendo sostituito all'intervallo.
Dopo l'esperienza all'estero, tornò in Spagna, dove vestì le maglie di Palmeiras e Clube de Regatas do Flamengo, prima di ritirarsi nel 2004.

## Palmarès

### Club

#### Competizioni nazionali
- Campionato brasiliano: 1

San Paolo: 1991
- Campionato Paulista: 2

San Paolo: 1991, 1992
- Torneo Rio-San Paolo:

Palmeiras: 2000
- Copa dos Campeões: 1

Palmeiras: 2000
- Coppa dei Campioni brasiliana: 1

Flamengo: 2001
- Campionato Carioca: 3

Flamengo: 2000, 2001, 2004
- Taça Guanabara: 2

Flamengo: 2001, 2004

#### Competizioni internazionali
- Coppa Libertadores: 2

San Paolo: 1992, 1993
- Coppa Intercontinentale: 2

San Paolo: 1992, 1993
- Recopa Sudamericana: 2

San Paolo: 1993, 1994
- Supercoppa Sudamericana: 1

San Paolo: 1993
- Coppa CONMEBOL: 1

San Paolo: 1994
- Copa de Oro: 1

Cruzeiro: 1995
- Copa Master: 1

Cruzeiro: 1995